# Flora Tristan
Flora Tristan (Paris, 7 de abril de 1803 - Bordeaux, 14 de novembro de 1844) foi uma escritora e ativista socialista franco-peruana. Ela fez contribuições importantes para a teoria feminista inicial e argumentou que o progresso dos direitos das mulheres estava diretamente relacionado com o progresso da classe trabalhadora. Ela escreveu vários trabalhos, os mais conhecidos dos quais são Peregrinations d'une paria (1838), Promenades en Londres (1840) e L’Union ouvrière (1843).
Tristan era a avó do pintor Paul Gauguin.

## Primeiros anos
Seu nome completo era Flore-Celestine-Therèse-Henriette Tristan-Moscoso. Seu pai, Mariano Tristán y Marquis, era um coronel da marinha espanhola, nascido em Arequipa, no Peru. Sua família era uma das mais poderosas do sul do país; seu irmão Pío de Tristán tornou -se vice-rei do Peru. A mãe de Flora Tristan, Anne-Pierre Laisnay, era francesa; o casal se encontrou em Bilbao, na Espanha.
Quando seu pai morreu em 1807, antes de seu quinto aniversário, a situação de Tristan e sua mãe mudou drasticamente dos altos padrões de vida aos quais estavam acostumadas. Em 1833 ela viajou para Arequipa para reivindicar sua herança paterna, que estava em posse de seu tio, Juan Pío de Tristán y Moscoso. Ela permaneceu no Peru até 16 de julho de 1834. Embora nunca tenha assegurado a herança que a trouxe até lá, Tristan escreveu um diário de viagem sobre suas experiências durante o tumultuado período pós-independência do Peru. O diário foi publicado em 1838 como Pérégrinations d'une paria.

## L’Union ouvrière
Tristan escreveu este ensaio em 1843 após uma extensa estadia no Peru e uma curta viagem à Grã-Bretanha, onde produziu obras sobre as condições sociais ao longo do Canal a Mancha. L’Union ouvrière foi o último de seus escritos e deu a ela uma persona pública de ativista política. Através deste trabalho, pode-se comparar Tristan a socialistas utópicos semelhantes, incluindo Charles Fourier (a quem ela conhecia pessoalmente) e as obras dos socialistas franceses, os saint-simonianos , cujas obras ela havia estudado ao longo dos anos. Tristan levou em conta os estudos e ensinamentos desses socialistas anteriores, mas criou uma solução diferente para a supressão não só do proletariado, mas também das mulheres trabalhadoras. Ela foi a primeira a conectar a liberdade da classe trabalhadora com o avanço dos direitos das mulheres.
Tristan reconheceu que a classe trabalhadora estava lutando há mais de vinte e cinco anos sem sucesso. Sua solução sugerida era atuar e criar um Sindicato dos Trabalhadores. Ela viu uma grande vantagem para isso porque "divididos, vocês são fracos e caem, esmagados por todos os tipos de miséria! A união faz a força. Vocês têm números a seu favor, e os números significam muito". Por meio de contribuições sindicais, ela defendeu planos para fornecer abrigo seguro e maior acesso à educação aos filhos dos proletários, construir palácios para os trabalhadores doentes e feridos, e alcançar fabricantes e financiadores, incluindo aqueles entre a nobreza, a fim de sustentar e manter tais programas.
Em dois ensaios diferentes, Flora Tristan reconheceu a necessidade da libertação das mulheres para completar a emancipação da classe trabalhadora, visto que a própria classe trabalhadora estava fraturada. Ela argumentou que, uma vez que a sociedade conserte essas fissuras (direitos das mulheres), o resto se encaixaria. Nesse sentido, a libertação das mulheres levaria ao maior bem para o maior número de pessoas, apoiando assim uma mentalidade utilitária. Apesar de sua postura positiva em relação à libertação das mulheres, ela reconheceu que, na sociedade francesa pós-revolução, as mulheres não seriam facilmente consideradas iguais apenas porque eram seres humanos. Ela, portanto, teve que basear seu argumento em uma série de benefícios para a maioria masculina. Além de introduzir novas formas de pensar sobre o socialismo, Tristan foi também a primeira a ligar o movimento emergente de direitos sociais à ideia de libertação das mulheres. Ao fazê-lo, ela lançou as bases para uma nova ideologia - o feminismo. Ela fez a analogia entre o proletariado à burguesia e a esposa à família antes de Friedrich Engels,[carece de fontes?] como é referenciado em uma coleção póstuma de suas notas de Abbe Constant intitulada The Emancipation of Woman and the Testament of the Pariah: “A maioria dos homens oprimidos encontra um ser para oprimir, sua esposa: ela é a proletária do proletário”. A analogia de Tristan também é mais articulada que a de Engels. L’Union ouvrière explicou que a libertação das mulheres seria a continuação do que a Revolução Francesa iniciara. Como o proletariado, as mulheres também teriam o seu dia: "O que aconteceu com o proletariado, deve ser acordado, é um bom presságio para as mulheres quando o seu '1789' chegar".
Seu esforço em criar uma união comum foi o último antes de sua morte prematura por febre tifoide em 1844. Ao desenhar e basear-se nos conceitos socialistas de seus colegas e mentores, ela tentou criar um plano lógico e razoável que o proletariado pudesse realisticamente alcançar. Ela optou por mudar o ângulo anteriormente tentado e foi capaz de incluir os direitos das mulheres como uma alavanca importante na máquina para criar um sindicato dos trabalhadores independente.

## Contribuições para a historiografia
Reprimida na maior parte da história, a historiografia feminina vem ganhando força na tentativa dos historiadores de destacar histórias “minoritárias”. Através de seus escritos, Flora Tristan conseguiu mostrar a capacidade das mulheres de conceituar a ideia de liberdade que emanava de seus trabalhos.
Vendo o fracasso das promessas do capitalismo, os trabalhos de Flora Tristan acarretariam um profundo desejo de progresso social - combinando a luta das mulheres com o socialismo. Quando alguém traçaria o socialismo indo junto com o feminismo, Flora Tristan se tornaria a pessoa-chave nesse amálgama. Flora Tristan seria conhecida como a “mãe do feminismo e do socialismo comunitário popular”, combatendo o preconceito e a misoginia que impulsionam a opressão das mulheres.
Tristan organizaria as ideias fragmentadas da igualdade das mulheres na época, trazidas pela Revolução Francesa. Ela forneceria a plataforma para a ascensão posterior do feminismo no final do século XIX. Tristan morreria “defendendo os direitos do proletário ou, ao contrário, exigindo-os por ele; ela morreu enquanto pregava, através de suas palavras e ações, a lei de união e amor que ela lhe trouxera”.
Flora Tristan seria “a primeira mulher a tentar fundir os discursos proto-feministas e sociais numa síntese crítica, abrindo o caminho para a futura forma do feminismo de caráter de classe proletária, que acha inconcebível que existam mulheres oprimidas que são capazes de oprimir outras mulheres”.
Tristan destacaria temas e ideias que primam pelos direitos dos trabalhadores. Ela seria a primeira a conceber a ideia de que a emancipação do proletariado seria a síntese da luta do povo contra a burguesia. Ela acrescentaria que isso só seria possível com a emancipação dos sexos.

## Publicações
- 1835, Nécessité de faire un bon accueil aux femmes étrangères.
- 1837, Pérégrinations d'une paria (1833-1834) tome 1 disponível em Gallica ; tome 2 disponível em Gallica; também disponível em WikiSource- Pérégrinations d’une paria ; rééd. Pédelahore, coll. Transhumance, 2014, 436 p., ISBN 979-1093533438, notice éditeur, edição digital completa, t.1 et t.2, chez Transhumance, 2014 ISBN 9791093533063
- 1838, Méphis, roman
- 1840, Promenades dans Londres, disponível em Gallica
- 1843, L’Union ouvrière disponível em Gallica; reimpresso por Éditions des Femmes, seguido de cartas de Flora Tristan; ed. preparado por Daniel Armogathe e Jacques Grandjonc
- Le Tour de France. Journal 1843-44, publicado postumamente disponível em Gallica ; nelle éd., Paris, La Découverte, 1980, 2 vol.
- L’Émancipation de la Femme ou Le Testament de la Paria, publicado postumamente, disponível em gallica.fr .

## Reconhecimento
Mario Vargas Llosa, em seu romance histórico O Paraíso na Outra Esquina, analisa as buscas contrastantes de Flora Tristan e seu neto Paul Gauguin pela vida ideal através de suas experiências dentro e fora de sua França natal.
A place Flora Tristan ( 48° 49′ 57″ N, 2° 19′ 14″ L ) no XIVe Arrondissement, de Paris, está marcada com uma placa que descreve Tristan como "Femme de Lettres" e "Militante Féministe".

## Árvore genealógica
|                |                |                |                |                |                |  |  |                          |                          |                          |                          |                          |                          |  |  |               |               |               |               |                              |                              | José Joaquín de Tristán del Pozo | José Joaquín de Tristán del Pozo | José Joaquín de Tristán del Pozo | José Joaquín de Tristán del Pozo | José Joaquín de Tristán del Pozo | José Joaquín de Tristán del Pozo |                     |                     |                     |                     |                     |                     | Mercedes de Moscoso | Mercedes de Moscoso | Mercedes de Moscoso      | Mercedes de Moscoso      | Mercedes de Moscoso      | Mercedes de Moscoso      |                          |                          |                   |                   |                   |                   |  |  |                     |                     |                     |                     |                     |                     |  |  |
|                |                |                |                |                |                |  |  |                          |                          |                          |                          |                          |                          |  |  |               |               |               |               |                              |                              | José Joaquín de Tristán del Pozo | José Joaquín de Tristán del Pozo | José Joaquín de Tristán del Pozo | José Joaquín de Tristán del Pozo | José Joaquín de Tristán del Pozo | José Joaquín de Tristán del Pozo |                     |                     |                     |                     |                     |                     | Mercedes de Moscoso | Mercedes de Moscoso | Mercedes de Moscoso      | Mercedes de Moscoso      | Mercedes de Moscoso      | Mercedes de Moscoso      |                          |                          |                   |                   |                   |                   |  |  |                     |                     |                     |                     |                     |                     |  |  |
|                |                |                |                |                |                |  |  |                          |                          |                          |                          |                          |                          |  |  |               |               |               |               |                              |                              |                                  |                                  |                                  |                                  |                                  |                                  |                     |                     |                     |                     |                     |                     |                     |                     |                          |                          |                          |                          |                          |                          |                   |                   |                   |                   |  |  |                     |                     |                     |                     |                     |                     |  |  |
|                |                |                |                |                |                |  |  |                          |                          |                          |                          |                          |                          |  |  |               |               |               |               |                              |                              |                                  |                                  |                                  |                                  |                                  |                                  |                     |                     |                     |                     |                     |                     |                     |                     |                          |                          |                          |                          |                          |                          |                   |                   |                   |                   |  |  |                     |                     |                     |                     |                     |                     |  |  |
| Léonard Chazal | Léonard Chazal | Léonard Chazal | Léonard Chazal | Léonard Chazal | Léonard Chazal |  |  | Jeanne-Geneviève Buterne | Jeanne-Geneviève Buterne | Jeanne-Geneviève Buterne | Jeanne-Geneviève Buterne | Jeanne-Geneviève Buterne | Jeanne-Geneviève Buterne |  |  |               |               |               |               | Mariano de Tristán y Moscoso | Mariano de Tristán y Moscoso | Mariano de Tristán y Moscoso     | Mariano de Tristán y Moscoso     | Mariano de Tristán y Moscoso     | Mariano de Tristán y Moscoso     |                                  |                                  | Anne-Pierre Laisnay | Anne-Pierre Laisnay | Anne-Pierre Laisnay | Anne-Pierre Laisnay | Anne-Pierre Laisnay | Anne-Pierre Laisnay |                     |                     | Pío de Tristán y Moscoso | Pío de Tristán y Moscoso | Pío de Tristán y Moscoso | Pío de Tristán y Moscoso | Pío de Tristán y Moscoso | Pío de Tristán y Moscoso |                   |                   |                   |                   |  |  |                     |                     |                     |                     |                     |                     |  |  |
| Léonard Chazal | Léonard Chazal | Léonard Chazal | Léonard Chazal | Léonard Chazal | Léonard Chazal |  |  | Jeanne-Geneviève Buterne | Jeanne-Geneviève Buterne | Jeanne-Geneviève Buterne | Jeanne-Geneviève Buterne | Jeanne-Geneviève Buterne | Jeanne-Geneviève Buterne |  |  |               |               |               |               | Mariano de Tristán y Moscoso | Mariano de Tristán y Moscoso | Mariano de Tristán y Moscoso     | Mariano de Tristán y Moscoso     | Mariano de Tristán y Moscoso     | Mariano de Tristán y Moscoso     |                                  |                                  | Anne-Pierre Laisnay | Anne-Pierre Laisnay | Anne-Pierre Laisnay | Anne-Pierre Laisnay | Anne-Pierre Laisnay | Anne-Pierre Laisnay |                     |                     | Pío de Tristán y Moscoso | Pío de Tristán y Moscoso | Pío de Tristán y Moscoso | Pío de Tristán y Moscoso | Pío de Tristán y Moscoso | Pío de Tristán y Moscoso |                   |                   |                   |                   |  |  |                     |                     |                     |                     |                     |                     |  |  |
|                |                |                |                |                |                |  |  |                          |                          |                          |                          |                          |                          |  |  |               |               |               |               |                              |                              |                                  |                                  |                                  |                                  |                                  |                                  |                     |                     |                     |                     |                     |                     |                     |                     |                          |                          |                          |                          |                          |                          |                   |                   |                   |                   |  |  |                     |                     |                     |                     |                     |                     |  |  |
|                |                |                |                |                |                |  |  |                          |                          |                          |                          |                          |                          |  |  |               |               |               |               |                              |                              |                                  |                                  |                                  |                                  |                                  |                                  |                     |                     |                     |                     |                     |                     |                     |                     |                          |                          |                          |                          |                          |                          |                   |                   |                   |                   |  |  |                     |                     |                     |                     |                     |                     |  |  |
| Antoine Chazal | Antoine Chazal | Antoine Chazal | Antoine Chazal | Antoine Chazal | Antoine Chazal |  |  | André Chazal             | André Chazal             | André Chazal             | André Chazal             | André Chazal             | André Chazal             |  |  |               |               |               |               |                              |                              |                                  |                                  | Flora Tristan                    | Flora Tristan                    | Flora Tristan                    | Flora Tristan                    | Flora Tristan       | Flora Tristan       |                     |                     |                     |                     |                     |                     |                          |                          |                          |                          |                          |                          |                   |                   |                   |                   |  |  |                     |                     |                     |                     |                     |                     |  |  |
| Antoine Chazal | Antoine Chazal | Antoine Chazal | Antoine Chazal | Antoine Chazal | Antoine Chazal |  |  | André Chazal             | André Chazal             | André Chazal             | André Chazal             | André Chazal             | André Chazal             |  |  |               |               |               |               |                              |                              |                                  |                                  | Flora Tristan                    | Flora Tristan                    | Flora Tristan                    | Flora Tristan                    | Flora Tristan       | Flora Tristan       |                     |                     |                     |                     |                     |                     |                          |                          |                          |                          |                          |                          |                   |                   |                   |                   |  |  |                     |                     |                     |                     |                     |                     |  |  |
|                |                |                |                |                |                |  |  |                          |                          |                          |                          |                          |                          |  |  |               |               |               |               |                              |                              |                                  |                                  |                                  |                                  |                                  |                                  |                     |                     |                     |                     |                     |                     |                     |                     |                          |                          |                          |                          |                          |                          |                   |                   |                   |                   |  |  |                     |                     |                     |                     |                     |                     |  |  |
|                |                |                |                |                |                |  |  |                          |                          |                          |                          |                          |                          |  |  |               |               |               |               |                              |                              |                                  |                                  |                                  |                                  |                                  |                                  |                     |                     |                     |                     |                     |                     |                     |                     |                          |                          |                          |                          |                          |                          |                   |                   |                   |                   |  |  |                     |                     |                     |                     |                     |                     |  |  |
|                |                |                |                |                |                |  |  | Alexandre Chazal         | Alexandre Chazal         | Alexandre Chazal         | Alexandre Chazal         | Alexandre Chazal         | Alexandre Chazal         |  |  | Ernest Chazal | Ernest Chazal | Ernest Chazal | Ernest Chazal | Ernest Chazal                | Ernest Chazal                |                                  |                                  | Clovis Gauguin                   | Clovis Gauguin                   | Clovis Gauguin                   | Clovis Gauguin                   | Clovis Gauguin      | Clovis Gauguin      |                     |                     | Aline Chazal        | Aline Chazal        | Aline Chazal        | Aline Chazal        | Aline Chazal             | Aline Chazal             |                          |                          |                          |                          |                   |                   |                   |                   |  |  |                     |                     |                     |                     |                     |                     |  |  |
|                |                |                |                |                |                |  |  | Alexandre Chazal         | Alexandre Chazal         | Alexandre Chazal         | Alexandre Chazal         | Alexandre Chazal         | Alexandre Chazal         |  |  | Ernest Chazal | Ernest Chazal | Ernest Chazal | Ernest Chazal | Ernest Chazal                | Ernest Chazal                |                                  |                                  | Clovis Gauguin                   | Clovis Gauguin                   | Clovis Gauguin                   | Clovis Gauguin                   | Clovis Gauguin      | Clovis Gauguin      |                     |                     | Aline Chazal        | Aline Chazal        | Aline Chazal        | Aline Chazal        | Aline Chazal             | Aline Chazal             |                          |                          |                          |                          |                   |                   |                   |                   |  |  |                     |                     |                     |                     |                     |                     |  |  |
|                |                |                |                |                |                |  |  |                          |                          |                          |                          |                          |                          |  |  |               |               |               |               |                              |                              |                                  |                                  |                                  |                                  |                                  |                                  |                     |                     |                     |                     |                     |                     |                     |                     |                          |                          |                          |                          |                          |                          |                   |                   |                   |                   |  |  |                     |                     |                     |                     |                     |                     |  |  |
|                |                |                |                |                |                |  |  |                          |                          |                          |                          |                          |                          |  |  |               |               |               |               |                              |                              |                                  |                                  |                                  |                                  |                                  |                                  | Paul Gauguin        | Paul Gauguin        | Paul Gauguin        | Paul Gauguin        | Paul Gauguin        | Paul Gauguin        |                     |                     | Mette-Sophie Gad         | Mette-Sophie Gad         | Mette-Sophie Gad         | Mette-Sophie Gad         | Mette-Sophie Gad         | Mette-Sophie Gad         |                   |                   |                   |                   |  |  |                     |                     |                     |                     |                     |                     |  |  |
|                |                |                |                |                |                |  |  |                          |                          |                          |                          |                          |                          |  |  |               |               |               |               |                              |                              |                                  |                                  |                                  |                                  |                                  |                                  | Paul Gauguin        | Paul Gauguin        | Paul Gauguin        | Paul Gauguin        | Paul Gauguin        | Paul Gauguin        |                     |                     | Mette-Sophie Gad         | Mette-Sophie Gad         | Mette-Sophie Gad         | Mette-Sophie Gad         | Mette-Sophie Gad         | Mette-Sophie Gad         |                   |                   |                   |                   |  |  |                     |                     |                     |                     |                     |                     |  |  |
|                |                |                |                |                |                |  |  |                          |                          |                          |                          |                          |                          |  |  |               |               |               |               |                              |                              |                                  |                                  |                                  |                                  |                                  |                                  |                     |                     |                     |                     |                     |                     |                     |                     |                          |                          |                          |                          |                          |                          |                   |                   |                   |                   |  |  |                     |                     |                     |                     |                     |                     |  |  |
|                |                |                |                |                |                |  |  |                          |                          |                          |                          |                          |                          |  |  |               |               |               |               |                              |                              |                                  |                                  |                                  |                                  |                                  |                                  |                     |                     |                     |                     |                     |                     |                     |                     |                          |                          |                          |                          |                          |                          |                   |                   |                   |                   |  |  |                     |                     |                     |                     |                     |                     |  |  |
|                |                |                |                |                |                |  |  |                          |                          |                          |                          |                          |                          |  |  | Émile Gauguin | Émile Gauguin | Émile Gauguin | Émile Gauguin | Émile Gauguin                | Émile Gauguin                |                                  |                                  | Aline Gauguin                    | Aline Gauguin                    | Aline Gauguin                    | Aline Gauguin                    | Aline Gauguin       | Aline Gauguin       |                     |                     | Clovis Gauguin      | Clovis Gauguin      | Clovis Gauguin      | Clovis Gauguin      | Clovis Gauguin           | Clovis Gauguin           |                          |                          | Jean René Gauguin        | Jean René Gauguin        | Jean René Gauguin | Jean René Gauguin | Jean René Gauguin | Jean René Gauguin |  |  | Paul-Rollon Gauguin | Paul-Rollon Gauguin | Paul-Rollon Gauguin | Paul-Rollon Gauguin | Paul-Rollon Gauguin | Paul-Rollon Gauguin |  |  |